# Gerhard Gran
Gerhard von der Lippe Gran (9. december 1856 i Bergen – 7. april 1925 i Oslo) var en norsk litteraturhistoriker. Han grundlagde i 1890 tidsskriftet Samtiden, og i 1914 Edda.
Han var søn af Christen K. Gran (1822-99), købmand i Bergen, og Constance Mowinckel (1827-89). Han blev student i 1874 og cand. mag. 1881. Han var senere lærer ved Hambros skole og Bergens katedralskole. I 1900 blev han professor i nordisk litteraturhistorie ved universitetet i Kristiania. Han var en af medarbejderne i arbejdet med Norsk Biografisk Leksikon. Gran blev udnævnt til statsstipendiat i 1920.
Han blev gift den 29. oktober 1887 med Maren Elisabeth Bull (1857-1930).